# برنت دالريمبل
برنت دالريمبل (بالإنجليزية: G. Brent Dalrymple)‏ هو عالم أمريكي في مجال جيولوجيا ولد في 9 مايو 1937 في ألهامبرا، لوس أنجليس، كاليفورنيا، اشتهر بعمله في مغناطيسية أرضية و تأريخ إشعاعي حائز على جائزة قلادة العلوم الوطنية الأمريكية.

## وصلات خارجية
- الموقع الرسمي لجائزة قلادة العلوم الوطنية الأمريكية